# The Register
The Register (El Reg) — британский новостной сайт технологической направленности. Единственный бумажный тираж был выпущен в 2000 году.

## История
Изначально проект был основан в 1994 году в Лондоне в формате рассылки по списку Джоном Леттисом (John Lettice) и Майком Маги (Mike Magee), Маги в начале 2000-х годов ушёл из компании и основал такие онлайн-издания, как The Inquirer, IT Examiner, TechEye. Первое название списка рассылки — Chip Connection.
Ежедневные онлайн-публикации начались в 1998 году. В 2002 году The Register в домене theregus.com совместно с Tom’s Hardware приступил к публикациям для читателей США, с 2003 года американская версия сайта объединена с английской версией theregister.co.uk, а публикации сотрудников американского отделения интегрированы в общий сайт.
По состоянию на 2011 год ежедневная аудитория составила около 350 тыс. читателей.

## Читательская аудитория и содержание
В 2011 году, по данным Audit Bureau of Circulations, ежедневно журнал читали более 350 000 пользователей, в 2013 году этот показатель вырос до 468 000 ежедневно и почти 9,5 млн ежемесячно. В ноябре 2011 года на Великобританию и США приходилось примерно по 42 % и 34 % показов страниц соответственно, Канада была следующим по значимости источником показов страниц - 3 %. В 2012 году на Великобританию и США приходилось примерно 41 % и 28 % показов страниц соответственно, а на Канаду - 3,61 %.